# Ilse Hammerl
Ilse Hammerl fue una velocista argentina que consiguió un total de tres medallas en el Campeonato Sudamericano de Atletismo de 1943, celebrado en Santiago de Chile.
Consiguió el bronce en los 100 metros, el oro en los 200 metros e integró también, junto a Noemí Simonetto, Elsa Irigoyen y María Malvicini, el equipo que igualó el récord sudamericano de posta 4 × 100 metros y obtuvo la medalla dorada.